# Хмара Зінаїда Андріївна
Зінаїда Андріївна Хмара (1939?, село Новопетрівка, тепер Магдалинівського району, Дніпропетровська область — ?) — українська радянська діячка, новатор сільськогосподарського виробництва, телятниця колгоспу «Авангард» села Новопетрівки Магдалинівського району Дніпропетровської області. Депутат Верховної Ради УРСР 6-го скликання.

## Біографія
Народилася у селянській родині. Батько загинув на фронті Другої світової війни. Закінчила неповну середню (семирічну) школу у селі Новопетрівці Магдалинівського району Дніпропетровської області.
З 1957 року — телятниця колгоспу «Авангард» села Новопетрівки Магдалинівського (деякий час — Царичанського) району Дніпропетровської області. За шість років виростила і здала державі понад 240 високопорідних теличок.

## Нагороди
- орден Леніна
- медалі